# Mentougou
El districte de Mentougou (Xinès simplificat: 门头沟区; Xinès tradicional: 門頭溝區; pinyin: Méntóugōu Qū) és un districte del Pequín occidental. S'extèn 1,321 quilòmetres quadrats, té una població de 266,591 habitants (Cens de l'any 2000), i està subdividit en 4 subdistrictes de la ciutat de Pequín i 9 pobles (1 del qual és un suburbi de la ciutat de Pequín). Limita amb els districtes de pequinesos de Changping al nord-est, Haidian i Shijingshan a l'est, Fengtai al sud-est, i Fangshan al del sud, així com amb la província Hebei a l'oest i nord-oest.
Situat en els Turons Occidentals de Pequín, el seu terreny muntanyós, que inclou cent o més cims, ocupa un 93% de l'àrea sencera.

## Turisme
Mentougou es va fent popular com a destinació turística. Entre les seves atraccions principals es troben el Temple de Jietai, el Temple de Tanzhe, l'Escorranc Longmen, el Mont Baihua, el Mont Ling (Pequín) (la muntanya més alta de Pequín, amb una alçada de 2,303 metres), el Mont Miaofeng, i el poble de Cuandixia.

## Divisions administratives
Hi ha 4 subdistrictes i 6 ciutats, 3 de les quals s'anomenen "àrees", degut a les particularitats de la nomenclatura xinesa.
(地区) label:
| Nom                      | Xinès (Caràcters simplificats) | Pinyin               | Població (2010) | Superfície (km²) |
| ------------------------ | ------------------------------ | -------------------- | --------------- | ---------------- |
| Dayu Subdistricte        | 大峪街道                       | Dàyù Jiēdào          | 80,413          | 4.40             |
| Chengzi Subdistricte     | 城子街道                       | Chéngzi Jiēdào       | 34,555          | 2.90             |
| Dongxinfang Subdistricte | 东辛房街道                     | Dōngxīnfáng Jiēdào   | 27,335          | 18.00            |
| Datai Subdistricte       | 大台街道                       | Dàtái Jiēdào         | 11,296          | 81.00            |
| Wangping (població) Àrea | 王平(镇)地区                   | Wángpíng (Zhèn) Dìqū | 6,513           | 46.00            |
| Yongding (població) Àrea | 永定(镇)地区                   | Yǒngdìng (Zhèn) Dìqū | 42,446          | 68.60            |
| Longquan (població) Àrea | 龙泉(镇)地区                   | Lóngquán (Zhèn) Dìqū | 32,149          | 49.00            |
| Tanzhesi població        | 潭柘寺镇                       | Tánzhèsì Zhèn        | 8,672           | 73.20            |
| Junzhuang població       | 军庄镇                         | Jūnzhuāng Zhèn       | 12,516          | 34.00            |
| Yanchi població          | 雁翅镇                         | Yànchì Zhèn          | 6,587           | 239.00           |
| Zhaitang població        | 斋堂镇                         | Zhāitáng Zhèn        | 10,817          | 392.40           |
| Qingshui població        | 清水镇                         | Qīngshuǐ Zhèn        | 7,906           | 339.00           |
| Miaofengshan població    | 妙峰山镇                       | Miàofēngshān Zhèn    | 9,271           | 110.00           |